# Valmet M-78/83S
Valmet M-78/83S — фінська снайперська гвинтівка, створена на основі кулемета Valmet M-78.

## Історія
1983 року фінська фірма Valmet розробила гвинтівку M-78/83S під відомий американський патрон — 7,62×51 мм НАТО (.308 Winchester).

## Варіанти
Гвинтівка Valmet M-78/83S є малим допрацюванням автоматичної гвинтівки Valmet M-78, розробленої на основі сімейства автоматів Valmet Rk 62, Rk 71, Rk 76 (які за будовою є детальною копією АК).

## Улаштування
Гвинтівка Valmet M-78/83S не може, на відміну від M-78, вести автоматичний вогонь, оснащується прикладом скелетної структури, має кронштейн для фіксації оптичних прицілів.
Снайперська гвинтівка Valmet M-78/83S користується тим самим механізмом автоматики і пристроєм, що й автоматичні гвинтівки і автомати сімейства Valmet — відведення порохових газів з закриттям ствола поворотом затвора. Ударно-спусковий пристрій в порівнянні з автоматичними гвинтівками Valmet дозволяє вести вогонь лише поодинокими пострілами. Конструкційні приціли запозичені від Valmet M-78 і фіксуються над ствольною коробкою на дулі. Зліва ствола є особливі пристосування для фіксації кронштейну під оптичний приціл. Стволова коробка — штампована. Перезарядка гвинтівки проводиться з коробчастих магазинів, що підходять до решти гвинтівок сімейства Valmet, під патрон 7,62×51 мм (.308 Winchester), місткістю в 10 і 15 припасів. Приклад і цівка — дерев'яні або пластикові. На цівці для транспортування гвинтівки створено пристосування для установки складного утримувача.
Снайперська гвинтівка оснащується сошкою, що складається, закріпленої під ствольною коробкою, також наявної в кулеметі Valmet M-78.
Гвинтівка Valmet M-78/83S, так само як автоматичні гвинтівки і автомати фірми Valmet має можливість кріплення багнета.